# يان بيل (رئيس تنفيذي)
يان بيل (بالإنجليزية: Ian Bell) هو رئيس تنفيذي أمريكي، ولد في 12 أكتوبر 1976.